# Maran van Erp
Maran van Erp (Veldhoven, 3 december 1990) is een Nederlands voormalig voetbalster die eenmaal uitkwam voor het Nederlands vrouwenvoetbalelftal.

## Carrière
Van Erp verliet in de zomer van 2009 haar amateurvereniging RKVVO om met Willem II te gaan spelen in de Eredivisie voor Vrouwen. Na twee jaar voor de Tricolores te hebben gespeeld stapt ze over naar VVV-Venlo. Na een jaar keerde ze weer terug naar Brabant, om te gaan spelen voor PSV. Van Erp maakt juni 2016 bekend dat ze stopte met voetballen.

## Statistieken
| Seizoen | Club             | Land      | Competitie          | Wed. | Goals |
| ------- | ---------------- | --------- | ------------------- | ---- | ----- |
| 2009/10 | Willem II        | Nederland | Eredivisie          | 18   | 0     |
| 2010/11 | Willem II        | Nederland | Eredivisie          | 19   | 1     |
| 2011/12 | VVV-Venlo        | Nederland | Eredivisie          | 18   | 4     |
| 2012/13 | PSV/FC Eindhoven | Nederland | Women's BeNe League | 2    | 0     |
| Totaal  | Totaal           | Totaal    | Totaal              | 57   | 5     |

Bijgewerkt op 2 september 2012

## Interlandcarrière
Op 20 mei 2015 debuteerde Van Erp voor Nederland in een vriendschappelijke wedstrijd tegen Estland (7 – 0). Ze werd in de 62e minuut gewisseld voor de andere debutant Marthe Munsterman.
| Interlands van Maran van Erp voor Nederland | Interlands van Maran van Erp voor Nederland | Interlands van Maran van Erp voor Nederland | Interlands van Maran van Erp voor Nederland | Interlands van Maran van Erp voor Nederland | Interlands van Maran van Erp voor Nederland |
| №                                           | Datum                                       | Wedstrijd                                   | Uitslag                                     | Soort Wedstrijd                             | Doelpunten                                  |
| Als speler bij PSV/FC Eindhoven             | Als speler bij PSV/FC Eindhoven             | Als speler bij PSV/FC Eindhoven             | Als speler bij PSV/FC Eindhoven             | Als speler bij PSV/FC Eindhoven             | Als speler bij PSV/FC Eindhoven             |
| ------------------------------------------- | ------------------------------------------- | ------------------------------------------- | ------------------------------------------- | ------------------------------------------- | ------------------------------------------- |
| 1.                                          | 20 mei 2015                                 | Nederland – Estland                         | 7 – 0                                       | Vriendschappelijk                           | 0                                           |